# Max Weiler
Max Weiler, född den 25 september 1900 i Winterthur, död den 1 september 1969, var en schweizisk fotbollsspelare som spelade som försvarare.